# Břežany (okres Rakovník)
Břežany (Duits: Breschan) is een Tsjechische gemeente in de regio Midden-Bohemen en maakt deel uit van het district Rakovník. Het dorp ligt op 7,5 km van Kralovice en 15 km van de stad Rakovník.
Břežany telt 123 inwoners.

## Geschiedenis
De eerste schriftelijke vermelding van het dorp dateert van 1414.
Sinds 2003 is Břežany een zelfstandige gemeente binnen het Rakovníkdistrict.

## Bezienswaardigheden
- Kerk van Sint-Margaretha op het dorpsplein

## Verkeer en vervoer

### Autowegen
Břežany ligt direct aan een regionale weg. Ongeveer 1 km buiten het dorp loopt weg II/229 Rakovník - Kralovice.

### Spoorlijnen
Er is geen station in (de buurt van) Břežany. Het dichtstbijzijnde station is Čistá, 4 km buiten het dorp. Dat station ligt aan spoorlijn 162 Rakovník - Mladotice.

### Buslijnen
Er halteren dagelijks meerdere busiljnen van onder meer LEXTRANS en Transdev Střední Čechy in het dorp.